# Dubai Royal Air Wing
Dubai Royal Air Wing (arabisch جناح طيران دبي الملكي, DMG Ǧanāḥ Ṭayarān Dubayy al-malakī) ist die Fluggesellschaft für die Regierung sowie die Herrscherfamilie des Emirats Dubai mit Sitz in Dubai und Basis auf dem Flughafen Dubai.

## Flotte
Mit Stand Dezember 2023 besteht die Flotte der Dubai Royal Air Wing aus elf Flugzeugen mit einem Durchschnittsalter von 20,2 Jahren:
| Flugzeugtyp          | Anzahl | bestellt | Anmerkungen               | Durchschnittsalter |
| -------------------- | ------ | -------- | ------------------------- | ------------------ |
| Boeing 737-700 BBJ   | 01     |          | mit Winglets ausgestattet | 25,3 Jahre         |
| Boeing 737-800 BBJ 2 | 05     |          | mit Winglets ausgestattet | 15,3 Jahre         |
| Boeing 747-400       | 02     |          |                           | 25,4 Jahre         |
| Boeing 747-400F      | 01     |          | Frachtflugzeug            | 24,6 Jahre         |
| Boeing 747-400M      | 01     |          |                           | 32,7 Jahre         |
| Boeing 777-200LR     | 01     |          | inaktiv                   | 12,6 Jahre         |
| Gesamt               | 11     | –        |                           | 20,2 Jahre         |

### Ehemalige Flugzeugtypen
- Avro RJ85
- Boeing 720B
- Boeing 727-200
- Boeing 747-200SF
- Boeing 747SP